# Der Ernstfall oder Fang an zu leben!
Der Ernstfall oder Fang an zu leben! (englischer Originaltitel Peeling the Onion) ist ein Jugendroman der australischen Schriftstellerin Wendy Orr, der im Jahr 1996 beim Verlag Allen & Unwin veröffentlicht wurde. Die deutsche Erstausgabe in einer Übersetzung von Ursula Schmidt-Steinbach erschien 1998 beim Aare Verlag.

## Inhalt
Die 17-jährige Anna gewinnt ein Karateturnier und mit ihrem Freund Hayden läuft auch alles bestens – doch am Heimweg wird sie bei einem Autounfall schwer verletzt. Anna ist überzeugt von einer raschen Genesung. Aber schon bald muss sie erkennen, dass ihre Verletzungen einen bleibenden Schaden hinterlassen und sie nie wieder ohne Stock gehen wird können. Der Verlust einer Freundin, die bröckelnde Beziehung zu Hayden und immer wieder neue Rückschläge in ihrem Genesungsprozess lassen sie auch an Suizid denken. Es ist eine langwierige innere Auseinandersetzung, bis Anna ihre Verletzungen als bleibende Behinderung akzeptiert. Hierbei bekommt sie neben ihren liebevollen Eltern auch Unterstützung von ihrem neuen Freund Luke.

## Hintergrund
Die Autorin erlitt 1991 selbst einen schweren Autounfall. Dieses Ereignis und die damit verbundene Rehabilitation inspirierten Orr zum Schreiben von Peeling the Onion.

## Rezeption
Jarrah Moore schreibt in ihrer Rezension: „Orrs Buch ist ein herausragender Beitrag zum Thema Unfall/Genesung. Die ernsten Ereignisse werden mit einem Gefühl für Humor beschrieben und dem deutlichen Appell, nie die Hoffnung aufzugeben. Es ist auch ein Buch vom Erwachsenenwerden, einschließlich reizvoller Liebesgeschichten.“ Carol Casey schreibt im Book Report: „Orr, die als Ergotherapeutin arbeitete, bis ein schwerer Autounfall ihr Leben veränderte, hat ihren ersten Jugendroman mit großem Einfühlungsvermögen geschrieben. Die Charaktere sind sorgfältig entwickelt. Das Ende ist realistisch und doch hoffnungsvoll: Anna wird nicht auf wundersame Weise geheilt, aber sie wird ihr Leben weiterführen. Das Buch ist seine Lektüre wert – Sehr empfehlenswert.“

## Auszeichnungen
1997 wurde Peeling the Onion als Honour Book for the Children’s Book Council of Australia Book of the Year, older readers ausgezeichnet. Zudem wurde es von der American Library Association in die Liste der Best Books for Young Adults aufgenommen.

## Referenzen
Der Ernstfall ist in dem literarischen Nachschlagewerk 1001 Kinder- und Jugendbücher – Lies uns, bevor Du erwachsen bist! für die Altersstufe 12+ Jahre enthalten.

## Ausgaben
- Peeling the Onion. Allen & Unwin, Australien 1996 (englisch).
- Der Ernstfall oder Fang an zu leben! aare, 1998.